# Haus Staffel

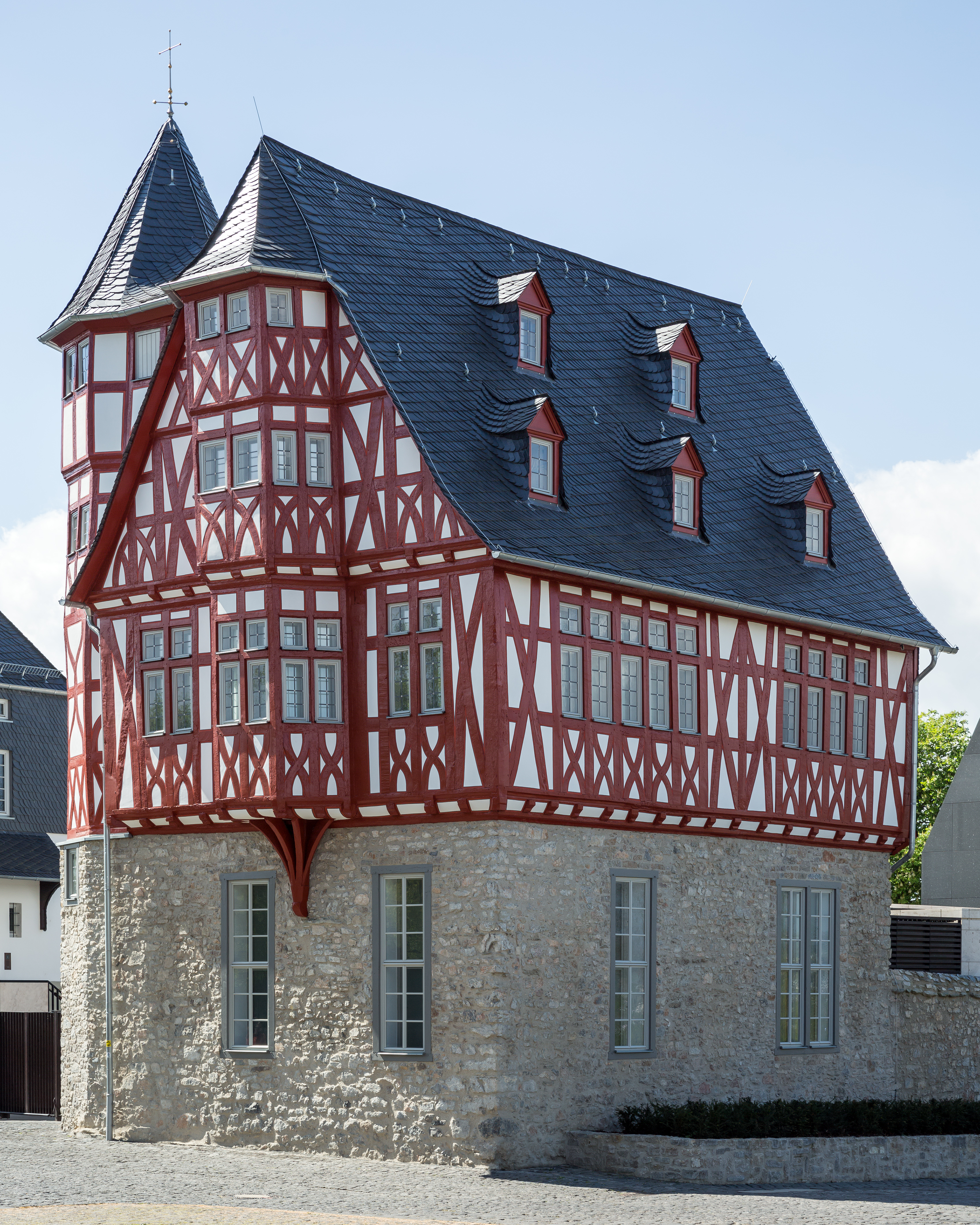
Haus Staffel von Nordosten, April 2014

Das Haus Staffel (auch als Alte Vikarie oder vormals Domküsterhaus bezeichnet) ist ein denkmalgeschütztes Fachwerkhaus am Domplatz der mittelhessischen Stadt Limburg an der Lahn. Es gilt aufgrund seiner „außerordentlich qualitätsvollen Fachwerkfassade“ als bedeutendster spätmittelalterlicher Wohnbau der Stadt.
Nach zahlreichen Besitzerwechseln ist es seit dem Jahr 1903 Eigentum des Bistums Limburg und heute, wie auch das benachbarte ehemalige Domküsterhaus, Teil des 2013 fertiggestellten Diözesanen Zentrums St. Nikolaus, Wohn- und Amtssitz des Limburger Bischofs.

## Vorgängerbauten und Besitzgeschichte

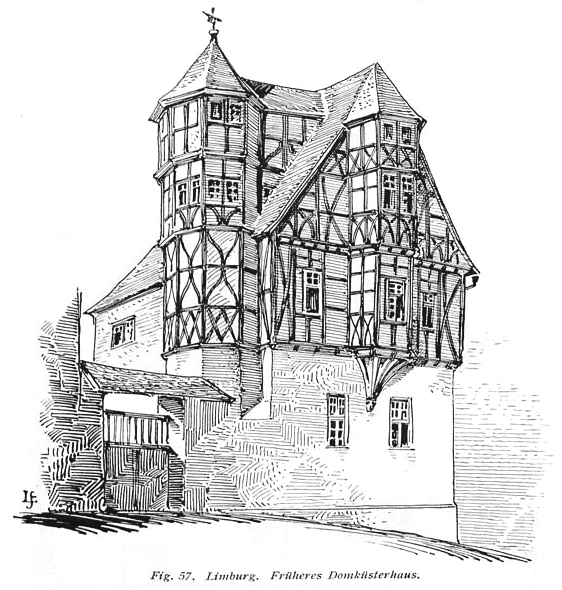
Anfang des 20. Jahrhunderts (Zeichnung von Ferdinand Luthmer)

Urkundlich erwähnt wird ein Anwesen an der Stelle des heutigen Gebäudes erstmals 1287, damals im Besitz des Isenburger Burgmannen Wilderich von Villmar. Als Burglehn ging dieses 1428 an die Familie von Staffel. Im Jahre 1515 ließ Johannes Mechtels Stadtchronik zufolge Philipp von Staffel das bis heute erhaltene Haus erbauen, dazu wurden zwei oder drei Vorgängerbauten niedergelegt. Dieser war als Scholaster und Pfarrer Mitglied im Stiftskapitel.
Im Jahr 1678 ging das nunmehrige Haus Staffel an den Dompropst von Kesselstatt. Nach fast 175 Jahren im Besitz dieser Familie erwarben 1852 der Tierarzt Johann Heinrich Steiger und seine Frau Anna Maria Unkelbach das Haus. 1878 kam Joseph Maldaner in den Besitz des Gebäudes, bevor schließlich 1903 das Bistum Limburg Eigentümer wurde. Zu dieser Zeit wurde das Gebäude als Domküsterhaus bezeichnet. Diese Bezeichnung trägt heute das benachbarte, 1904 fertiggestellte Haus Domplatz 6.

## Baubeschreibung
Das massive Erdgeschoss wurde 1515 auf einem tonnengewölbten Keller errichtet, welcher vermutlich noch von einem Vorgängerbau stammt. Auf dem hohen Bruchsteinsockel setzt ein dreigeschossiger Fachwerkbau mit steilem Satteldach auf. An der Ostseite zieht sich ein Polygonalerker bis in den Giebel, dieser wird durch Bögen gestützt. Der achteckige Treppenturm an der Südseite wurde 1522 angefügt. Das Fachwerk weist die für diese Zeit typischen gekrümmten K-Streben sowie im Bereich der Brüstungen sich überkreuzende, gebogene Fußbänder auf. Ebenfalls auffallend sind die umlaufenden Riegel. Der Eingang zum Haus befindet sich auf der Südseite. Das Rokoko-Türblatt gleicht dem des Hauses Byron am Bischofsplatz, auch das Oberlicht ist in diesem Stil gehalten.
1977 wurden bei einer Sanierung die Kreuzstockfenster ebenso wiederhergestellt wie die Fensterbänder an der Nordseite zur Domstraße.
Das Gebäude steht aus geschichtlichen, kulturellen und städtebaulichen Gründen unter Denkmalschutz und ist Teil der Gesamtanlage Altstadt und Frankfurter Vorstadt.

## Sanierung und Umbau zum Dienstsitz des Bischofs

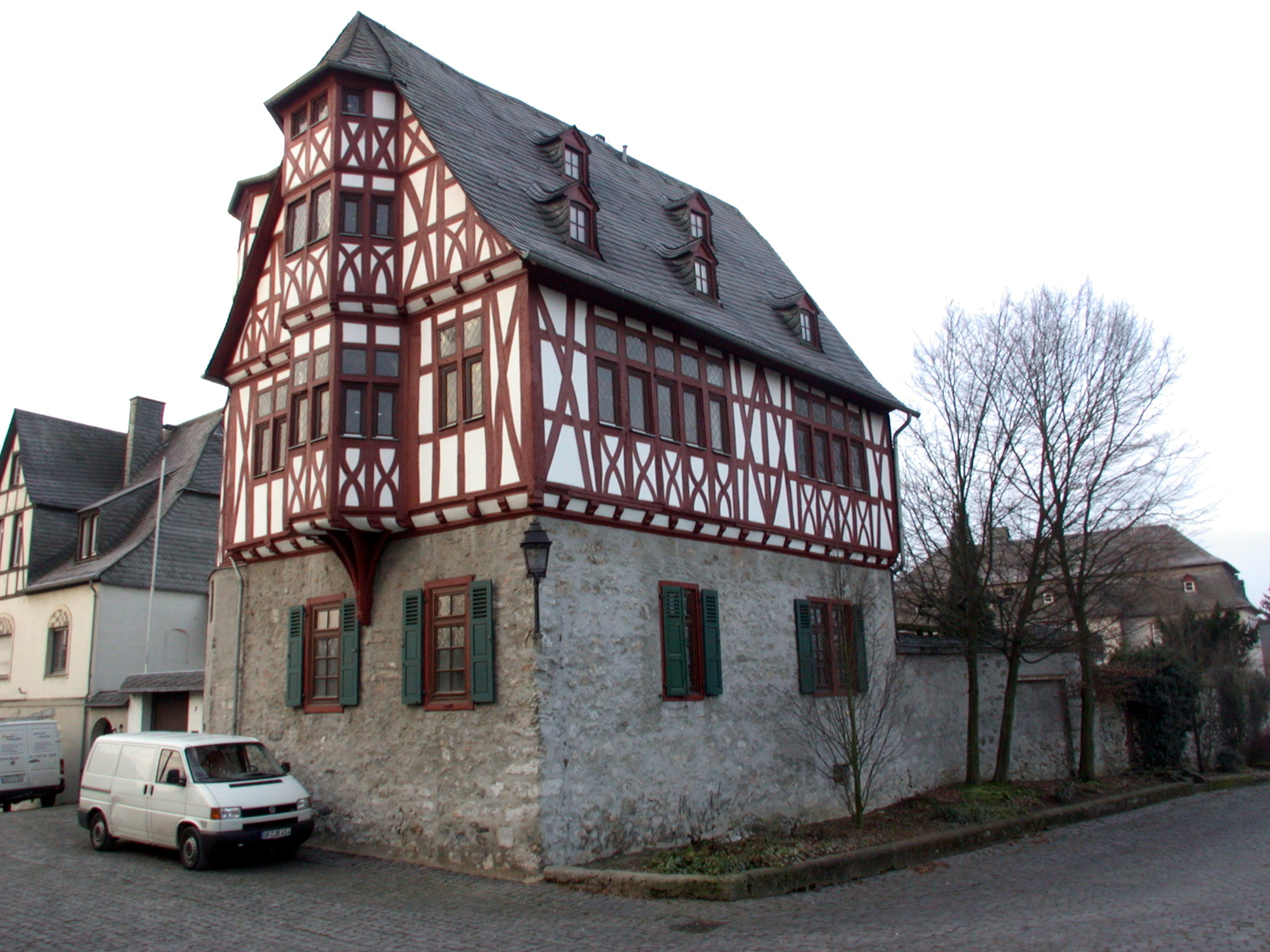
Zustand vor der Sanierung (2008)

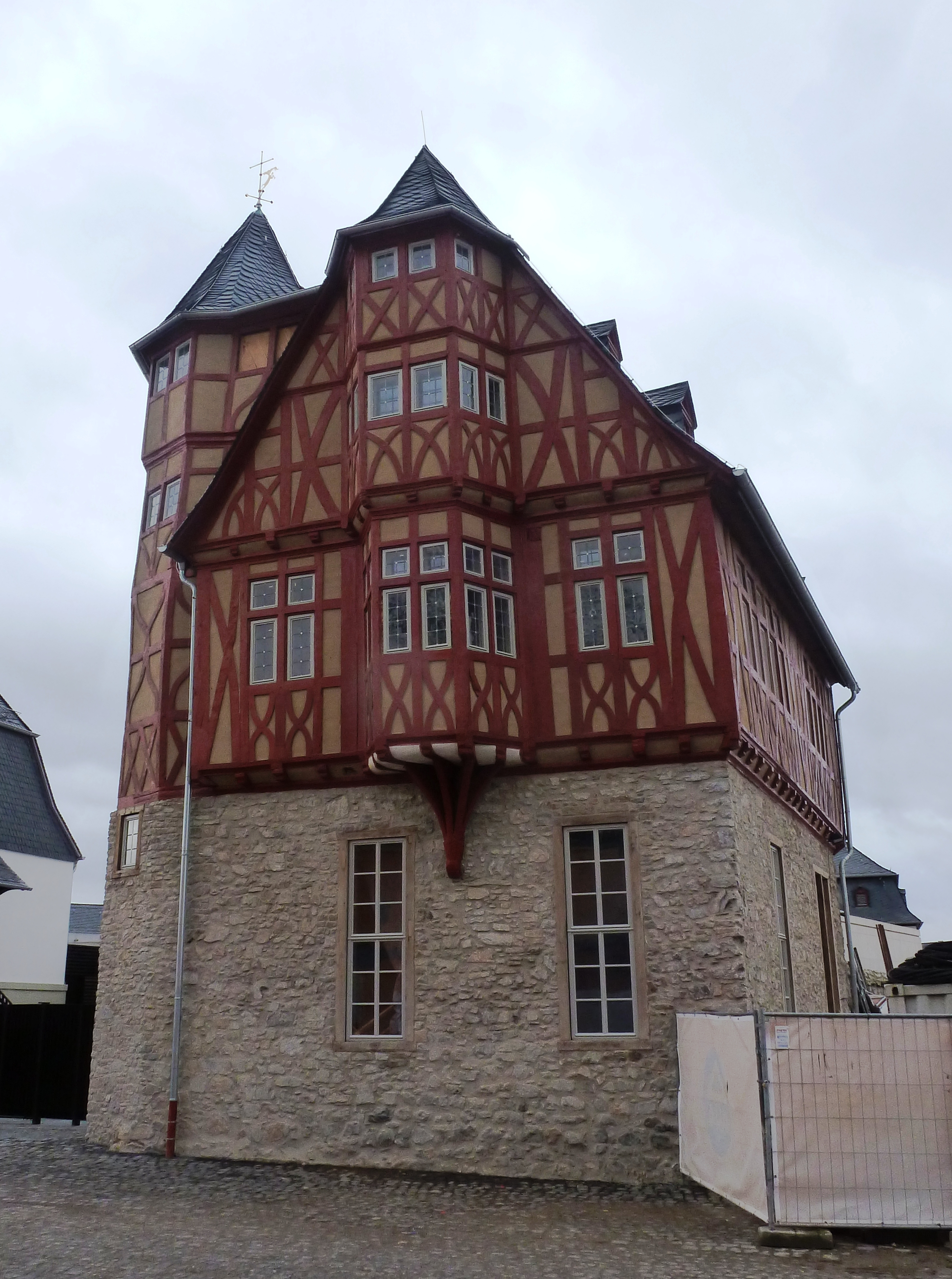
Während der Bauarbeiten im Februar 2013, noch ohne Fassadenanstrich. Deutlich zu sehen sind die vergrößerten Fenster im Erdgeschoss.

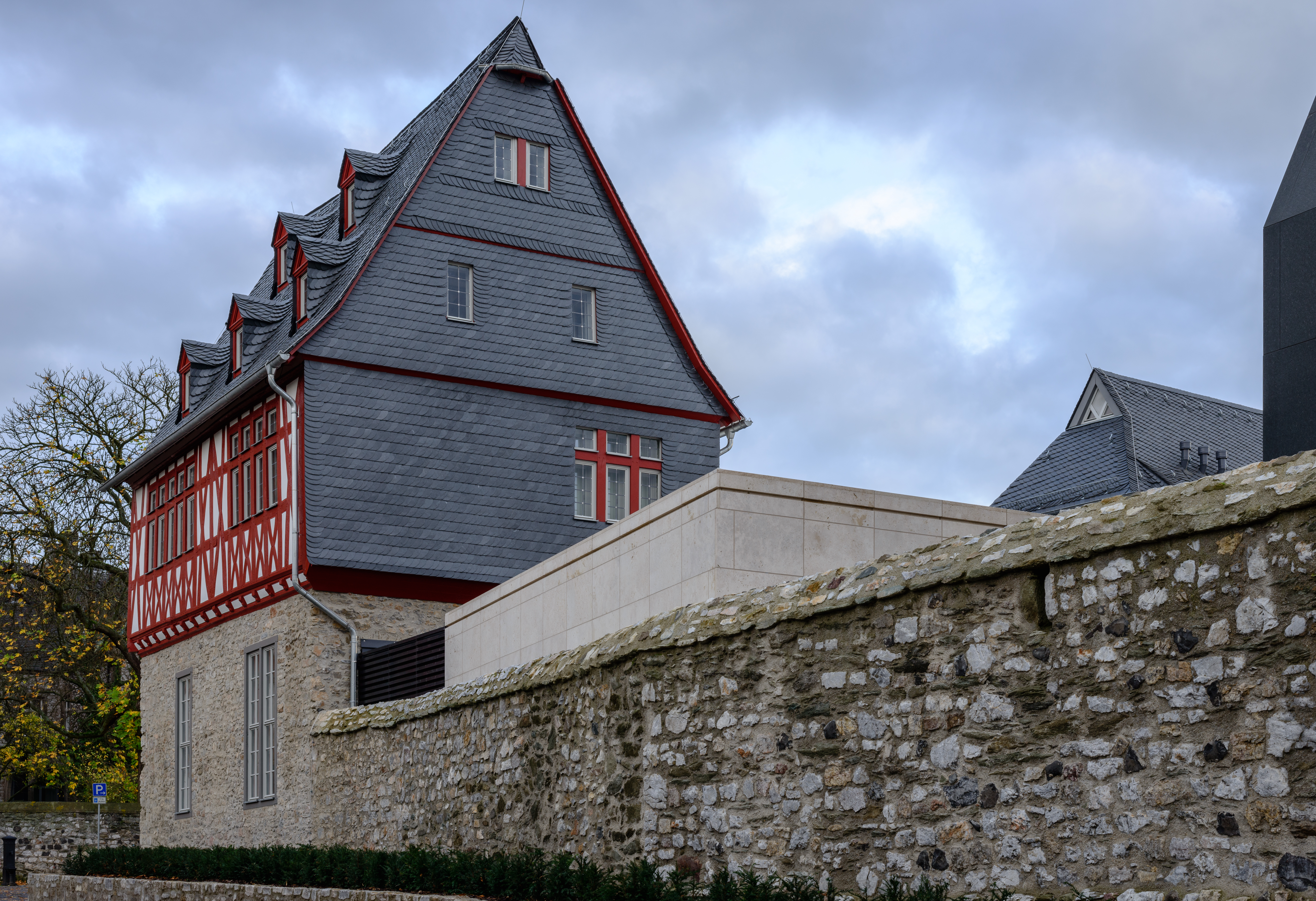
Vollständig verschieferte Rückseite des Gebäudes nach Abschluss der Sanierung.

Das Haus Staffel wurde von 2011 bis 2013 umfassend saniert, wobei das Gebäude aufgrund von Vorschäden vollständig entkernt und mit einer Stützkonstruktion versehen werden musste. Es gehört seitdem zum neu geschaffenen Diözesanen Zentrum St. Nikolaus und beherbergt Büro- und Verwaltungsräume des Bistums Limburg.

### Seit 2007: Voruntersuchungen und -planungen
In Vorbereitung des Baus des neuen bischöflichen Wohn- und Amtssitzes (später Diözesanes Zentrum St. Nikolaus genannt) erfolgte von März bis August 2007 im Auftrag des Bistums eine umfangreiche Untersuchung der Bausubstanz. Darauf aufbauend erstellte Architekt Christoph Mäckler bis Dezember 2007 einen Vorentwurf, der im Rahmen des Bauvorhabens eine Erneuerung von Dach, Fenstern, Haustechnik und Oberflächen von Domküsterhaus und Haus Staffel bei „minimale[n] Eingriffen in die [Bau]substanz“ vorsah. Die Nutzfläche des Hauses Staffel wurde mit 150 m², der Kostenrahmen mit 1 Million Euro angegeben.
In einem 2013 von der Frankfurter Allgemeinen Zeitung veröffentlichten Ausschreibungsentwurf aus dem Jahr 2008 ist ein detailliertes Raumprogramm für das als Dienstgebäude vorgesehene Haus Staffel enthalten. Laut diesem Dokument waren im Erdgeschoss ein Eingangsbereich mit WC, Empfangsraum sowie eine Küche vorgesehen. Im ersten Obergeschoss sollten ein Sekretariat, Toiletten sowie die Büros des Bischofs und seines persönlichen Referenten Platz finden. Die vorgesehene Nutzfläche lag zwischen 95 und 117 m². Ein Ausbau des zweiten Obergeschosses und des Dachgeschosses war nicht geplant.
Im Frühjahr 2010 veranschlagte das zu dieser Zeit beauftragte Architekturbüro die Kosten für die Sanierung des Gebäudes erneut auf 1 Million Euro. Das Büro des Architekten Michael Frielinghaus, das ab Mai 2010 für die Planungen verantwortlich zeichnete, begann im August 2010 mit der Planung einer zuvor nicht vorgesehenen Unterkellerung der Freifläche zwischen Domküsterhaus und Haus Staffel. Über den Treppenturm des letzteren sollte dabei ein Zugang möglich sein. Am 31. August 2010 wurde der Bauantrag gestellt.

### Ab Mai 2012: Schäden am Fachwerk und notwendige Neuplanung
Ab Mai 2012 wurden bei der Entkernung des Gebäudes große Schäden am Fachwerk ersichtlich, die auf vorherige unsachgemäße Sanierungen und Reparaturen zurückgeführt wurden. So waren die Deckenbalken des Erdgeschosses heruntergehobelt worden, um im ersten Obergeschoss eine größere Raumhöhe zu erzielen. Ihr Querschnitt war dadurch zu gering, um nach der Entkernung die Decke tragen zu können. Weiterhin waren über Jahrhunderte hinweg immer wieder neue Bodenbeläge aufgebracht worden, die teilweise eine Gesamtstärke von bis zu 20 cm hatten. Aufgrund des höheren Gewichts der Decken lösten sich tragende Konstruktionen aus ihren Verzapfungen.
Im Dachstuhl wurde Fäulnis an Sparrenköpfen und Auflegern festgestellt, wodurch diese nicht mehr tragfähig waren und ein Austausch notwendig wurde. Durch eine frühere Höherlegung der Kehlbalkenanlage war zudem die Statik gestört. Die Sicherung erfolgte durch verdeckte zimmermannsmäßige Maßnahmen. Die Nordwand musste vollständig erneuert werden.
Mit dem Bekanntwerden der Schäden wurde das Sanierungskonzept neu erarbeitet mit dem Ziel, die vorhandene Bausubstanz zu erhalten und die Lasten zu reduzieren. Geplant wurde ein sogenanntes „Haus im Haus“ zur Entlastung der Holzkonstruktion.

### Ab September 2012: Umplanungen und Fertigstellung
Auf „besonderen Wunsch des Bauherrn“ wurde ab September 2012 die Planung für das Erdgeschoss verändert. Die Garderoben- und Technikräume wurden unter die Treppe verlegt, woraufhin sowohl die Treppenkonstruktion als auch die Brandschutzplanung geändert werden mussten.
Am 19. Juli 2013 erfolgte der Bezug des sanierten Gebäudes. Die fortgeschriebene Kostenberechnung des Architekturbüros von September 2013 weist für das Haus Staffel zwei getrennte Posten auf. Die technische Instandsetzung kostete demnach etwa 2,6 Millionen Euro, der Umbau selbst knapp 1,6 Millionen Euro, die Gesamtkosten werden entsprechend mit 4,2 Millionen Euro angegeben. Der Architekturkritiker Dieter Bartetzko bezeichnete die Sanierung in einem Beitrag für die Frankfurter Allgemeine Zeitung als einen „Musterfall nachhaltiger Denkmalpflege“.

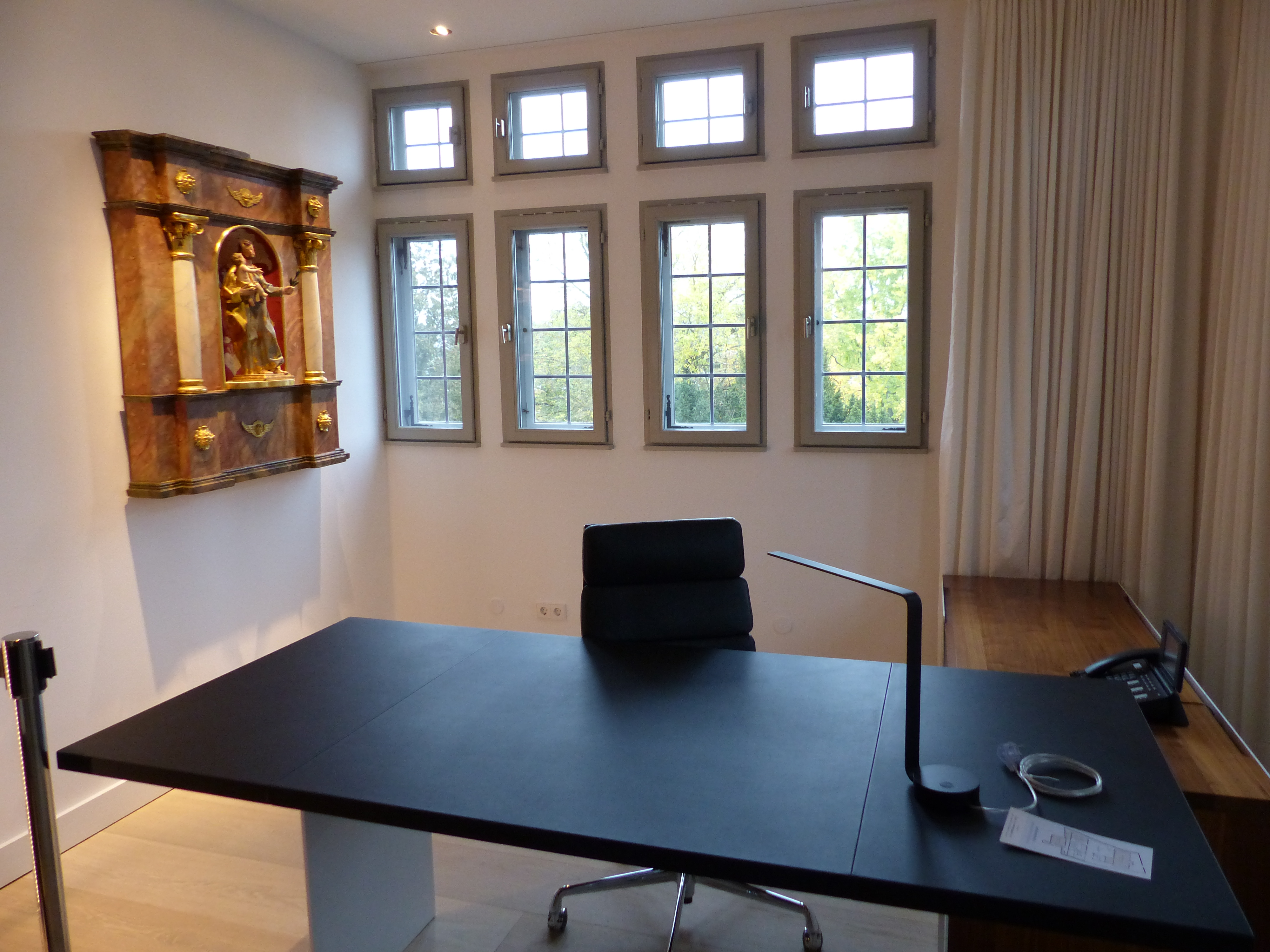
Schreibtisch des Bischofs
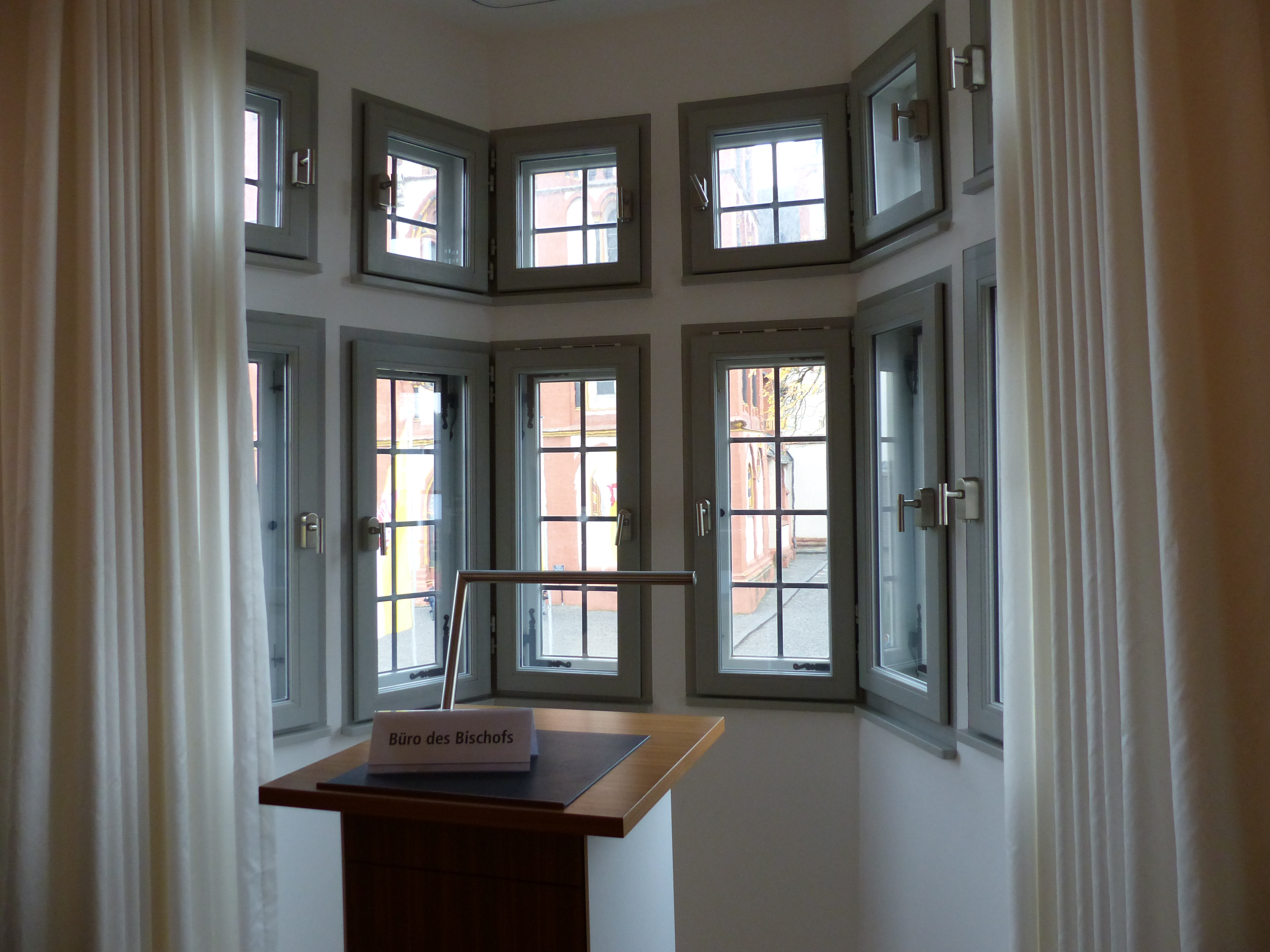
Erker im Bischofsbüro mit Schreibpult und Blick auf den Dom
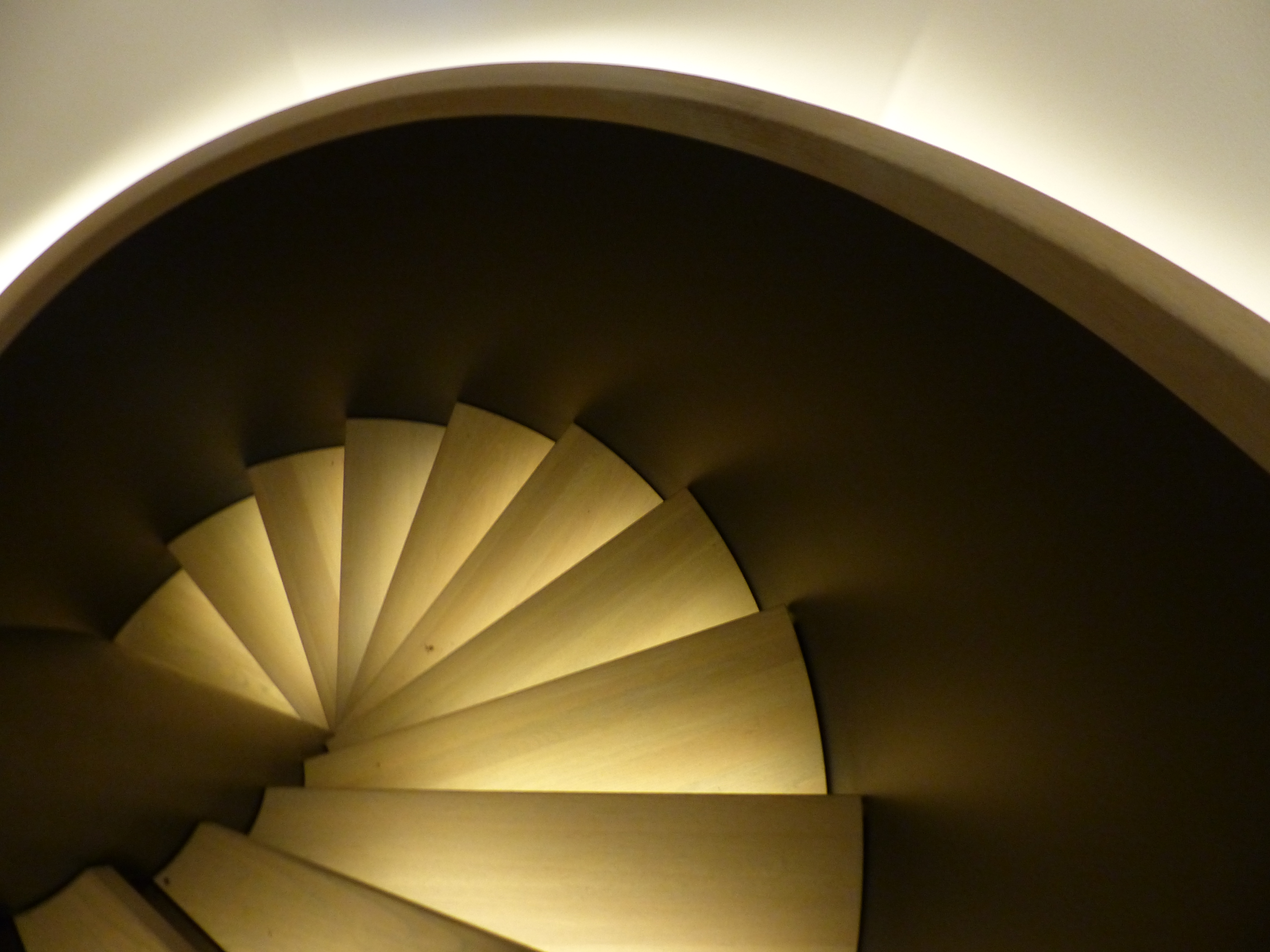
Wendeltreppe mit LED-beleuchteten Stufen
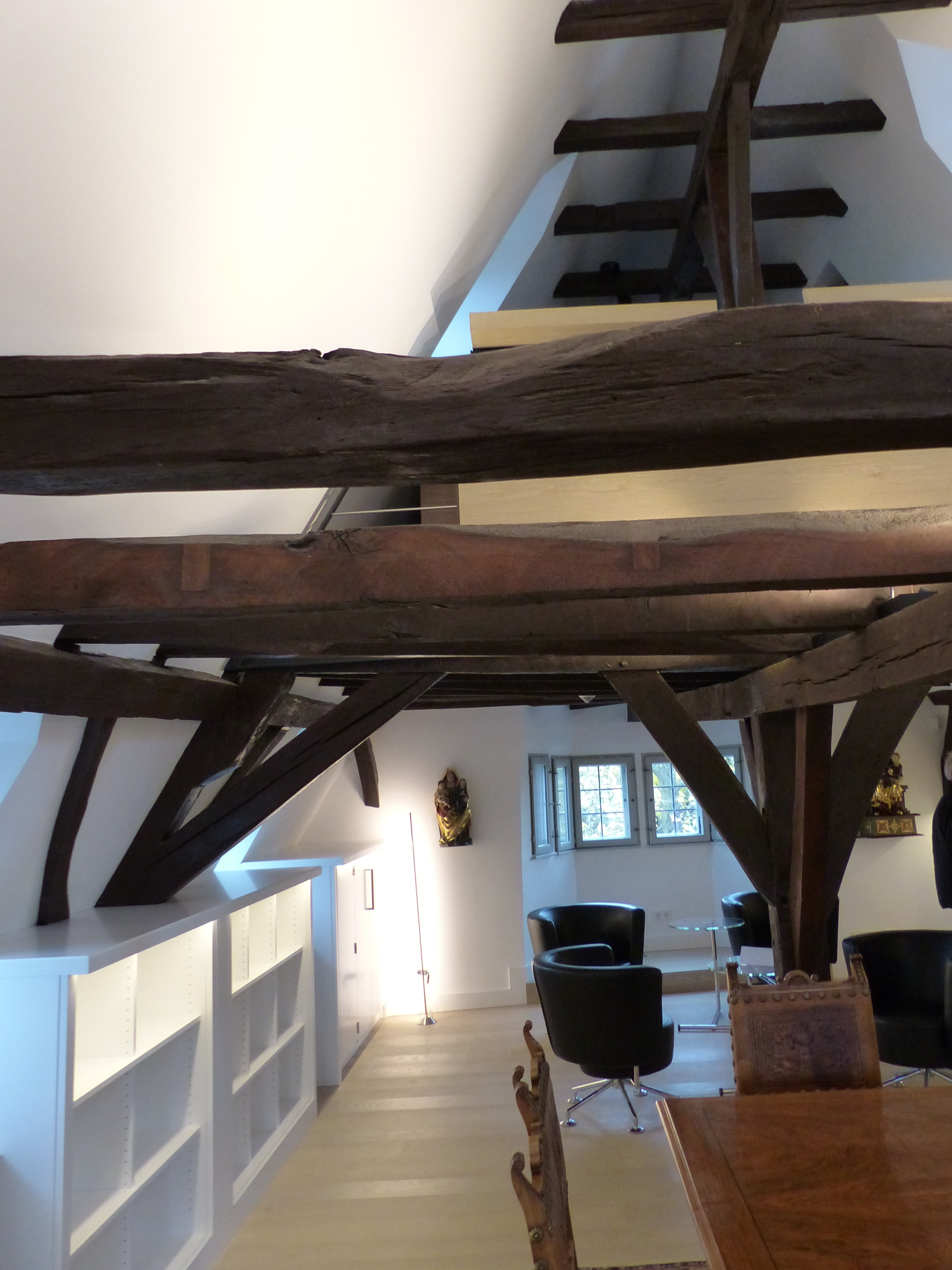
Privatbibliothek über dem Bischofsbüro